# Knickerbocker Holiday
Knickerbocker Holiday es un musical compuesto por Kurt Weill con letra y argumento de Maxwell Anderson; fue dirigido por Joshua Logan. Entre las canciones que presentaba estaba la "September Song", considerada hoy un estándar pop.
El musical se estrenó en Broadway en el Teatro Ethel Barrymore el 19 de octubre de 1938 y cerró el 11 de marzo de 1939 después de 168 representaciones. La producción original estuvo producida por Walter Huston (como Peter Stuyvesant), Jeanne Madden, y Ray Middleton.
Knickerbocker Holiday es tanto una comedia romántica y una alegoría ligeramente velada equivalente al New Deal de Franklin D. Roosevelt (cuyo antecesor es uno de los personajes en el corrupto ayuntamiento) con el fascismo. Como es aparente en el prefacio que escribió para la obra, así como la obra y las canciones en sí mismas consideradas, Maxwell Anderson fue un anarquista individualista y pacifista. Vio el New Deal como otro ejemplo del corporativismo y concentración del poder político que había suscitado el ascenso del nazismo y del estalinismo.
La ambientación del musical es en Nueva Ámsterdam. Está narrado por Washington Irving, quien escribió el material fuente del musical, Father Knickerbocker's Stories.